# Mil Mágicas
Mil Mágicas (Mixed Magics) é um livro escrito por Diana Wynne Jones, lançado em 2000 e contém quatro contos curtos que foram escrito ao longo dos anos.
Essa coletânea faz parte da série Os Mundos de Crestomanci.

## Sinopse
Neste livro Diana nos mostra um pouco do que aconteceu com alguns dos personagens apresentados nos outros livros.
Revemos Gato Chant de Vida Encantada, Tonino Montana de Os Magos de Caprona, Daniel de Witt de As Vidas de Christopher Chant e Cristopher Chant aparece novamente como Crestomanci, o mago mais poderoso em vários mundos!
Em Mil Mágicas encontramos as seguintes histórias:
- Um feiticeiro ao volante
- O ladrão de Almas
- O centésimo sonho de Carol Oneir
- O filósofo de Theare